# Luca Zambito
Luca Zambito (* 1995 in München) ist ein deutscher Jazzmusiker (Piano, Komposition).

## Leben und Wirken
Zambito wuchs in einer Musikerfamilie auf; sein Vater ist Gitarrenlehrer. Mit ihm spielte er früh im Duo. Als Jugendlicher war er in vielen Bands, auch im Landesjugendjazzorchester Bayern. Er absolvierte nach einem Bachelorstudium an der Musik und Kunst Privatuniversität der Stadt Wien sowie der Königlichen Musikhochschule Stockholm im Fach Jazz-Piano ab 2018 den Masterstudiengang an der Hochschule für Musik und Theater München.
Als Pianist/Keyboarder hat Zambito Erfahrungen im Bereich Jazz/Pop und frei improvisierte Musik gesammelt. 2021 gründete er sein Quartett mit dem Saxophonisten Moritz Stahl, dem Kontrabassisten Nils Kugelmann und Schlagzeuger Valentin Renner. Sein 2023 mit dem Quartett bei Unit Records veröffentlichtes Album Ancestry zeichnete der Bayerische Rundfunk als „Jazzalbum des Monats“ aus. Die Musiker entwickelten „eine Power und eine Spiellust, die einen sofort in den Bann zieht.“ Weiterhin ist er Mitglied des Trios von Nils Kugelmann, des Sextetts von Valentin Renner sowie von Shuteen Erdenebaatars Chamber Jazz Orchestra. Er ist auch auf Alben von Tiktaalik und der Bigband Dachau zu hören.
2018 gewann Zambito den Jazzpreis der Landesarbeitsgemeinschaft Jazz in Bayern, 2021 mit seinem Quartett den Jungen Münchner Jazzpreis. Gemeinsam mit Valentin Renner und Karoline Weidt errang er 2023 den von BMW und der Stadt München ausgelobten BMW Young Artist Jazz Award. Er ist zudem als Musiklehrer tätig.